# Petre Don

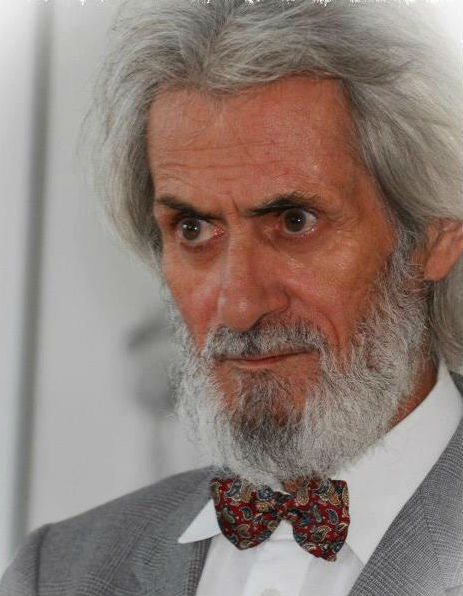

Petre Don s-a născut la 3 martie 1951, în orașul Curtici, județul Arad și a decedat la data de 21 iunie 2024 în Arad. Tatăl: Don, Petru, lucrător la CFR; mama: Don, Florica (născută Ispravnic), țărancă. 
A fost un poet, prozator și publicist român care semna și cu pseudonimele Alina Iliescu și Dan Patriu.
A fost membru al Uniunii Scriitorilor din România.

## Studii
După școala primară și gimnaziul absolvite la Curtici a urmat Liceul Teoretic nr. 3 Arad și Școala Poligrafică București. A absolvit apoi cursuri Postliceale la Academia Ștefan Gheorghiu din București.

## Activitatea profesională
Până în 1990 a lucrat ca tipograf la Tipografia Gutenberg Arad și la secția culturală a județului UTC Arad.
În februarie 1990, Petre Don a înființat prima publicație independentă de după Revoluție din Vestul României, „Litera de tipar“ nume dat  după o poezie semnată Petre Don.
A lucrat apoi ca redactor la Tribuna Aradului, Curierul Aradului, Reporter în Arad, Observator arădean, Oglinda.
Între 2007-prezent, Petre Don este redactor, corector și editorialist la cotidianul Glasul Aradului.

## Activitatea literară
A debutat publicistic în 1971 (Flacăra roșie) și literar în Excelsior (1973). Editorial a debutat în anul 1983 cu antologia de poezii „Noi Poesis“.
Între 1979-1986 a condus Cenaclul literar „Poesis“.
A publicat poezie în Cariatide, Viața Literar-Artistică, Aradul Literar, Arca, Steaua, Tribuna, Orizont, Luceafărul.
Începând cu anul 2014, publică recenzii literare în revista Arca din Arad.

### Volume publicate
- Noi Poesis (antologie de poezie), 1983 în colaborare cu Dumitru Siniteanu
- Voluptatea firescului (poezie) Editura Mirador, Arad, 2002.[1]
- Pur și simplu (poezie), Editura Mirador, Arad, 2012.[2]
- Gânduri ciobite (proză lirică scurtă, scrisă în colaborare cu Hedir Al-chalabi), Editura Mirador, Arad, 2012.[3]
- Roua din adâncuri (poezie), Editura Mirador, Arad, 2013.
- Dialoguri Deschise (proză - convorbiri culturale), Editura Mirador, Arad, 2016.
- Povestiri din Cotidian (proză scurtă), Editura Gutenberg Univers, Arad, 2020.

### Prezent în dicționare și cărți
- Iulian Negrilă: Dicționarul scriitorilor arădeni de azi, Editura Mirador, 1997
- Emil Șimăndan: Dicționarul presei arădene
- Emil Șimăndan: Dicționarul jurnaliștilor arădeni
- Melente Nica, Gabriela Groza și Emil Șimăndan: Evoluția și tipologia presei arădene, Editura Fundației Ioan Slavici, Arad, 2006
- Carmen Neamțu: Limbă și stil în presa arădeană, Editura Mirador, Arad, 2007
- Florin Bănescu: Mușchetarii Câmpiei de Vest, Editura Ivan Krasko, 2003
- Eugenia Ponta Pete: Cioburi de cristal, Editura MIRADOR, Arad, 2013 - Semnează Prefața cărții
- Vasile Dan: Ca la Carte, Exerciții de empatie, Editura Școala Ardeleană, Cluj-Napoca, 2020
- Camelia Chifor: Cinabre și maci, Editura Azbest Publishing, Șiria, 2021 – Semnează Prefața cărții.
- Mirela-Ioana Dorcescu: Despre opera lui Eugen Dorcescu, Editura MIRTON, Timișoara, 2021.
- Camelia Chifor: Singurătăți comune, Editura Azbest Publishing, Șiria, 2022 – Semnează Prefața cărții.
- Iolanda Mirea: Floare de iris – o antologie de texte literare, Târgu Jiu, 2022.

### Premii
A câștigat mai multe premii naționale de poezie, printre care: 
- Premiul I și Diplomă Specială la Festivalul „Cântarea României“ 1983 pentru antologia „ Noi Poesis“ alcătuită împreună cu Dumitru Siniteanu;
- Floarea de argint, Aleșd, 1984;
- Premiul Revistei „Viața literar-artistică“ la Concursul Național „Mihai Eminescu“, în 1985.